# Brad Davis (futbolista)
Bradley Joseph (Brad) Davis El eterno capitán (nacido el 8 de noviembre de 1981 en Saint Charles, Misuri) es un exfutbolista estadounidense que jugaba como mediocampista izquierdo.

## Trayectoria

### MLS
Davis ha jugado en la MLS toda su carrera profesional, tras su paso por el fútbol español  en las filas del Girona CF. Desde el año 2005 juega en Houston Dynamo. A finales del 2016, anunció su retiro del fútbol profesional.

## Clubes
| Club                 | País           | Año         |
| -------------------- | -------------- | ----------- |
| MetroStars           | Estados Unidos | 2002        |
| FC Dallas            | Estados Unidos | 2003 - 2004 |
| Houston Dynamo       | Estados Unidos | 2005 - 2015 |
| Sporting Kansas City | Estados Unidos | 2016        |

## Selección nacional
El 12 de mayo de 2014, el entrenador de la selección estadounidense Jürgen Klinsmann incluyó a Davis en la lista provisional de 30 jugadores que representarán a Estados Unidos en la Copa Mundial de Fútbol de 2014. Finalmente, fue incluido en la lista definitiva de 23 jugadores el 22 de mayo. Hizo su debut en el torneo ingresando como titular en la derrota 0-1 de Estados Unidos frente a Alemania.

### Participaciones en Copas del Mundo
| Mundial                        | Sede   | Resultado        |
| ------------------------------ | ------ | ---------------- |
| Copa Mundial de Fútbol de 2014 | Brasil | Octavos de final |